# Dubbelpunt (Chirojeugd)
Dubbelpunt is een Belgisch nationaal tijdschrift voor de leiding van Chirojeugd Vlaanderen.
In september 1976 werd dit maandblad gelanceerd als een opvolger van Licht & Gloed. Deze laatstgenoemde publicatie had een kortstondig bestaan en was tot stand gekomen door de samenvoeging van de tijdschriften Licht voor leidsters en Gloed voor de Jongens. De naamsverandering naar Dubbelpunt symboliseerde de structurele gemengde samenwerking.
Dubbelpunt is een tijdschrift gericht op leiders, waarin actuele maatschappelijke onderwerpen, aankondigingen van activiteiten en uitgewerkte spellen per afdeling worden behandeld. 
Het tijdschrift verscheen eerst in tweekleurendruk, vanaf september 2002 werd vierkleurendruk toegepast. Sinds 2008 is Dubbelpunt ook digitaal te verkrijgen. 